# Eknath

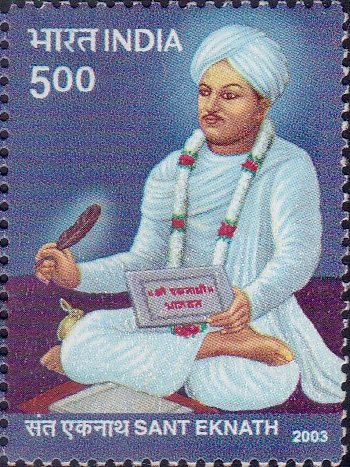
Eknath (fiktives Porträt)

Eknath (häufiger Sant Eknath, * um 1533 in Paithan; † um 1599 ebenda) war ein indischer Dichter und Philosoph marathischer Herkunft. Er gilt als spiritueller Nachfolger der Mystiker Dnyaneshwar und Namdev.

## Leben
Biographische Daten zu Eknaths Leben sind ungenau und spärlich; alles basiert auf mündlicher Überlieferung. Er soll in eine Brahmanenfamilie von Paithan am Godavari-Fluss hineingeboren worden sein, doch starben seine Eltern, als er noch jung war; so übernahmen die Großeltern die Erziehung.
Sein Urgroßvater war ein Anhänger der Vithoba/Warkari-Tradition, die sich der liebevollen geistigen Hingabe (bhakti) an den Hindu-Gott Krishna verschrieben hatte. Dieser Lehre schloss sich auch Eknath an. Er gilt als Wiederentdecker der in der Volkssprache Marathi verfassten Schriften Dnyaneshwars und verfasste selbst einige Werke in deren Tradition. Er beendete sein Leben gemäß der Samadhi-Tradition.

## Werke
- Bhagavata Purana, bekannt als Eknathi Bhagavata
- Variation des Ramayana, bekannt als Bhavarth Ramayan u. a.